# アルフォンス・ルグロ
アルフォンス・ルグロ（Alphonse Legros、1837年5月8日 - 1911年12月7日）はフランス生まれで、後年イギリスで働いた、画家、版画家である。

## 略歴
フランス中部のディジョンに会計士の息子に生まれた。ディジョンの美術学校に学んだ後、地元の肖像画家、ニコラルド（Maître Nicolardo）の弟子となった後、1851年に装飾画家のブーショ（Jean Baptiste Beuchot）の工房に入り、教会の装飾画の助手を務めた。6ヶ月ほど働いた後、パリに出て、プチ・エコール（後の国立高等装飾美術学校）に入り、彫刻家のジュール・ダルーやオーギュスト・ロダン、版画家のアンリ・ファンタン＝ラトゥールらと共に学んだ。フランス国立高等美術学校（École nationale supérieure des beaux-arts）の夜間コースでは、アメリカ出身のジェームズ・マクニール・ホイッスラーと親しくなった。彼が学んだ教師にはオラース・ルコック・ド・ボワボードラン（Horace Lecoq de Boisboudran）らがいる。1857年に、父親の肖像画でサロン・ド・パリに展示が認められた。
この頃からエッチング版画に強く取り組むようになった。写実主義の画家、ギュスターヴ・クールベの仲間となり、彼の水彩肖像画も描いた。
1862年、約1年間のスペインの旅を行い多くのスケッチをして、後の多くの作品の基になった。帰国した後、創立間もない、フラン ス・エッチング版画家協会（Société des Aquafortistes français）に入会した。協会はエッチング版画を出版した。1864年にイギリスで活躍を始めた友人のホイッスラーの招きでイギリスに渡り、ロンドン、ワトフォードに住んだ。1864年にイギリス女性と結婚した。サウス・ケンジントン美術学校で版画を教え、1876年にはエドワード・ポインターの後任として、ロンドン大学のスレード美術学校の教授に任じられた。1881年にイギリス市民権を得て、17年間、教授の職を務めた。影響を与えた芸術家にはチャールズ・ホルロイド（Charles Holroyd）、チャールズ・シャノン（Charles Haslewood Shannon）やウィリアム・ローゼンスタイン（William Rothenstein）らがいる。
1880年にイギリスにエッチング画家・版画家協会（Society of Painter-Etchers and Engravers、1888年からRoyal Society of Painter-Printmakersとなる）の創立者の一人となった。

## 主な作品

### 油絵

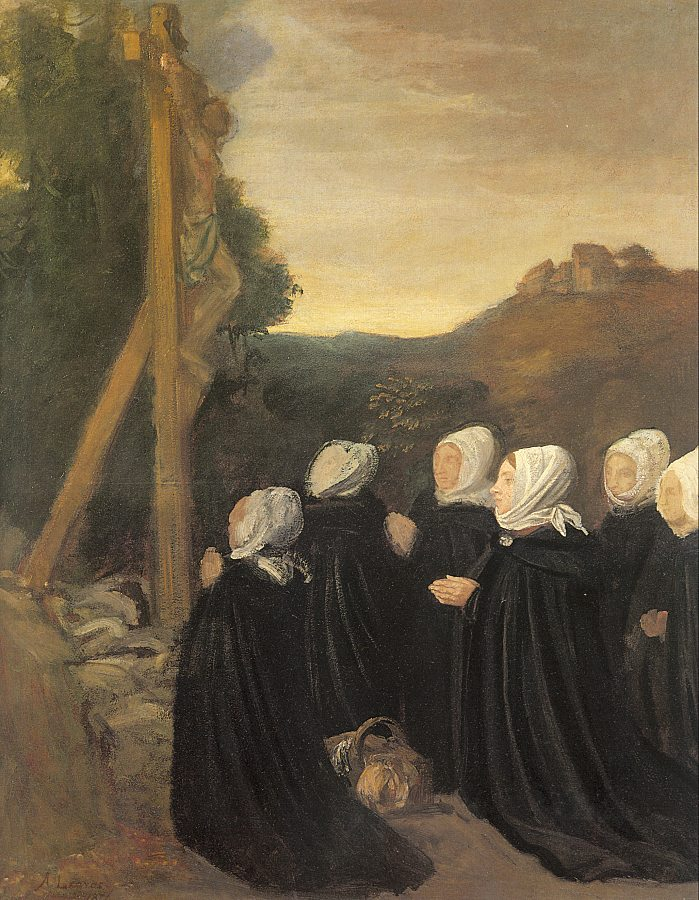
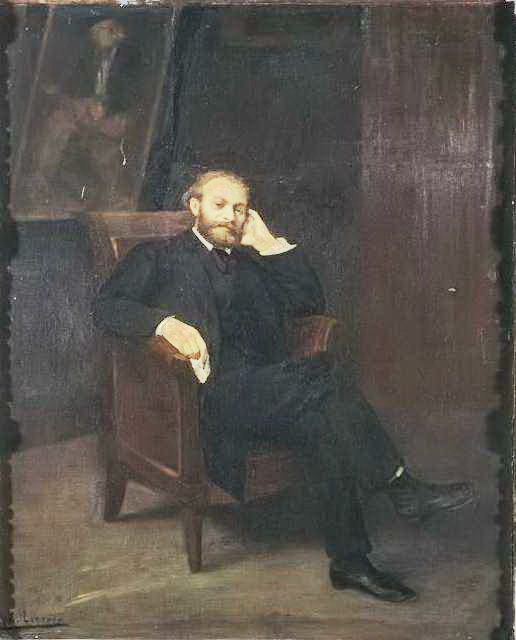
エドゥアール・マネの肖像画
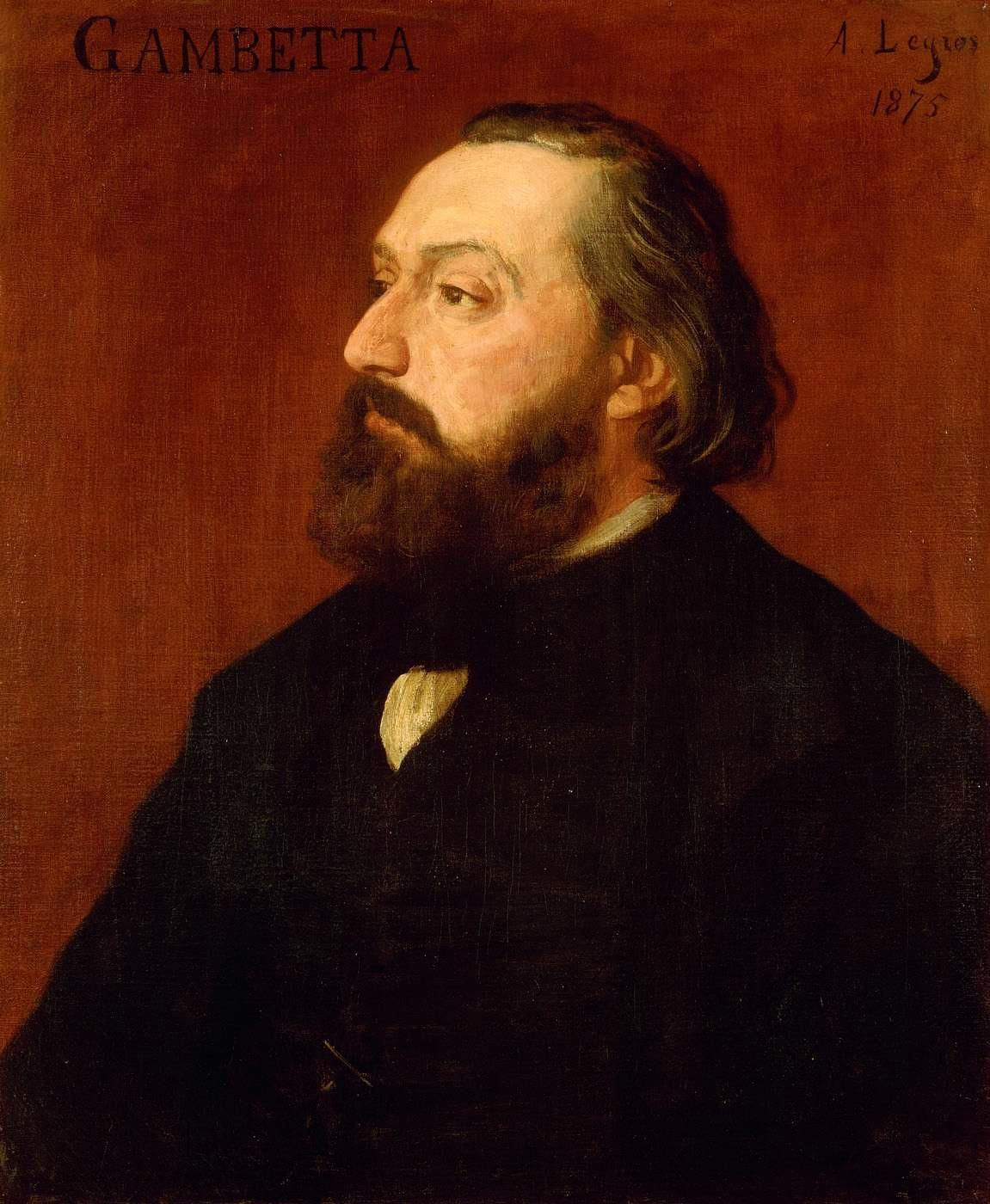
レオン・ガンベタの肖像
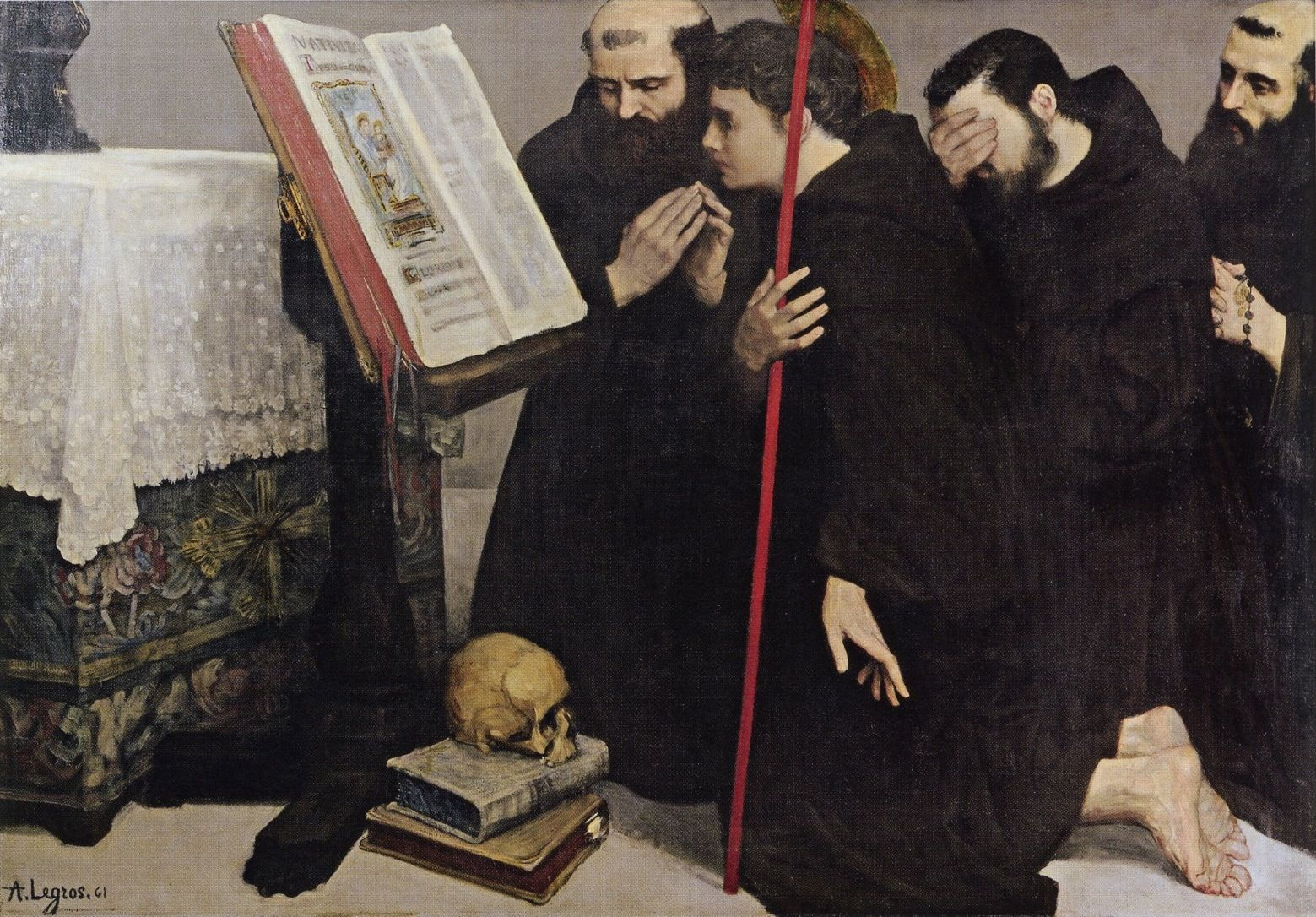

### 版画

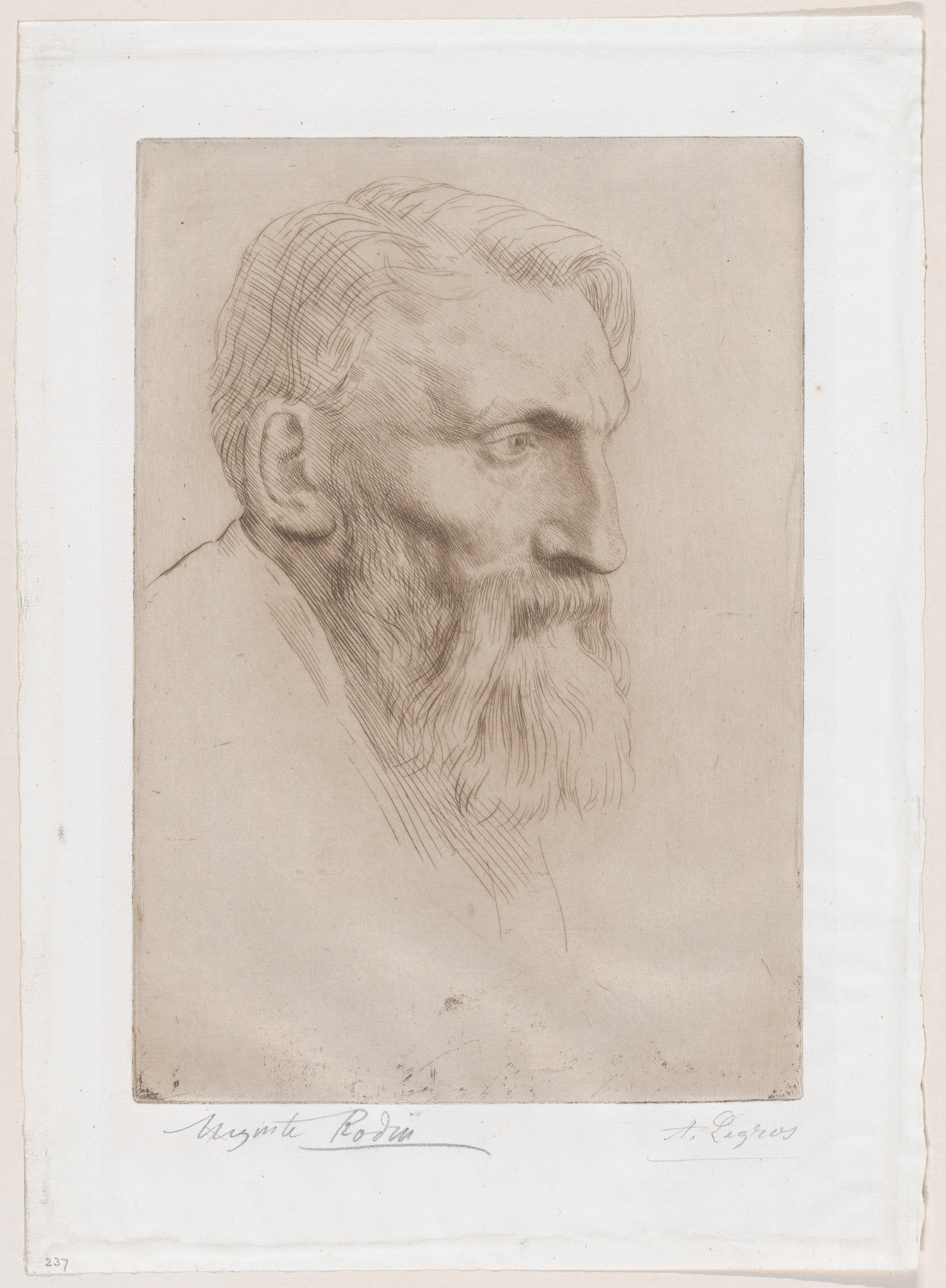
オーギュスト・ロダン
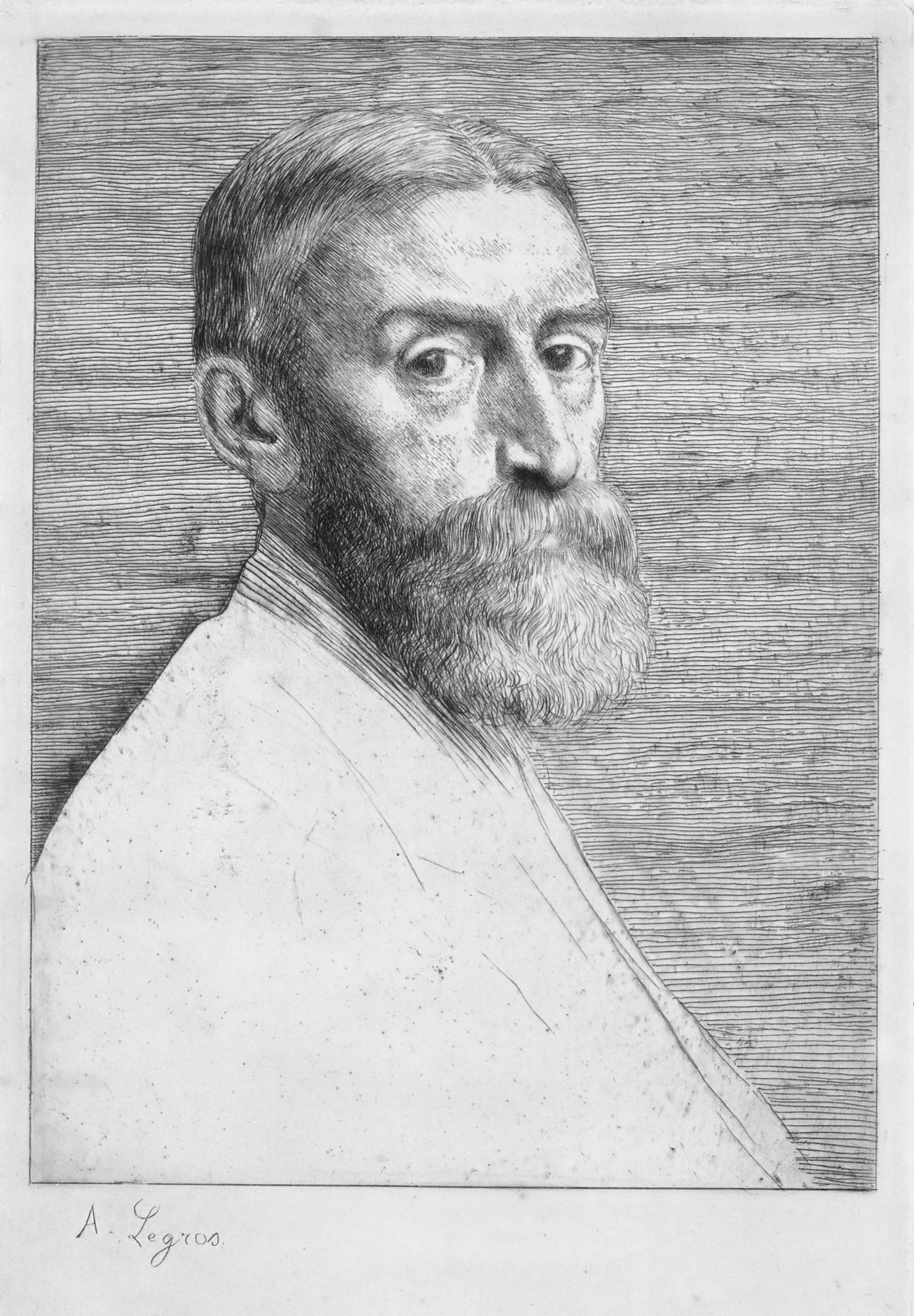
エドワード・ポインター
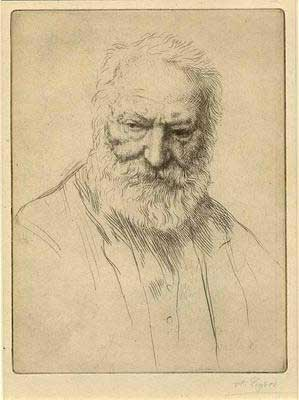
ヴィクトル・ユーゴー
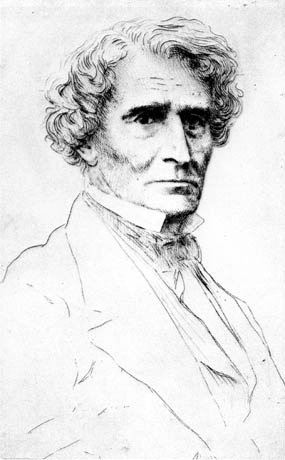
エクトル・ベルリオーズ
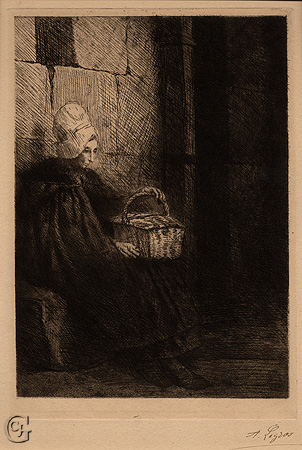
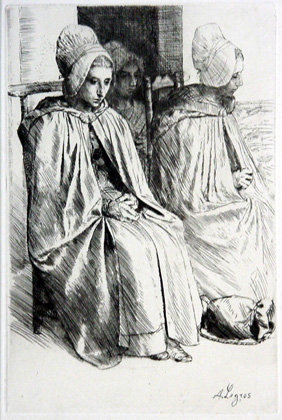